# مذكرات حرب أكتوبر
كتاب حرب أكتوبر هو كتاب للفريق سعد الدين الشاذلي رئيس الأركان السابق في القوات المسلحة المصرية. يؤرخ الشاذلي في هذا الكتاب أحداث حرب أكتوبر عام 1973 على الجبهة المصرية. كان الفريق سعد الشاذلى رئيسًا لهيئة أركان حرب القوات المسلحة المصرية في ذلك الحين وكان من أشهر العسكريين المصريين والرأس المدبر وراء هذه العملية على حد تعبير البعض.
في هذه المذكرات، يقوم بوصف التخطيط والتنفيذ لحرب أكتوبر والأخطاء الجسيمة التي تلت النجاح الابتدائي المبهر، الصدام ما بين العسكريين والسياسيين، دور الاتحاد السوفييتي، ثم ما بعد الحرب من تصيد كباش فداء. هذا الكتاب يعطى صوره واضحه عن سير العمليات وأداء الأله الحربية المصرية ومراحل اتخاذ القرار في مصر.
يقول الفريق الشاذلي: انه كتابه كان رداّ على كتاب السادات ( البحث عن الذات ) الذي كتبه بعد حرب أكتوبر،مليئا بالأخطاء والأكاذيب المتعمدة، وليست الأكاذيب المبنية علي الجهل وعدم المعرفة، حين اراد ان يحملنى في كتابه مسئولية الثغرة!!
فكان لابد من الرد، لتصحيح الأخطاء الواردة والمتعمدة في الكتاب، وعندما فكرت في عمل هذا الرد، لم يكن في ذهنى مطلقا توجيهه لأي جهة. فكتبته وحفظته، على أساس انتظار الوقت المناسب، كي تدرك الاجيال القادمة الحقيقة بوضوح.